# Crocidura jacksoni
Crocidura jacksoni — вид ссавців родини Soricidae. Зустрічається в Бурунді, Демократичній Республіці Конго, Кенії, Руанді, Південному Судані та Уганді. Його природними середовищами існування є субтропічні або тропічні вологі рівнинні або гірські ліси, а також сильно деградовані колишні ліси.